# جومولهاری
جومولهاری (به لاتین: Jomolhari) یک کوه در چین است که در شیگاتسی واقع شده‌است. جومولهاری ۷٬۳۲۶ متر بالاتر از سطح دریا واقع شده‌است.

## نگارخانه

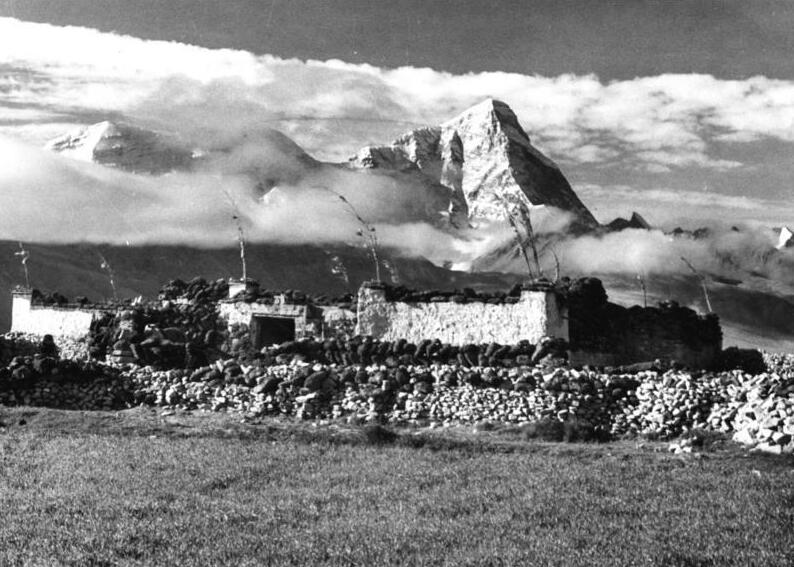
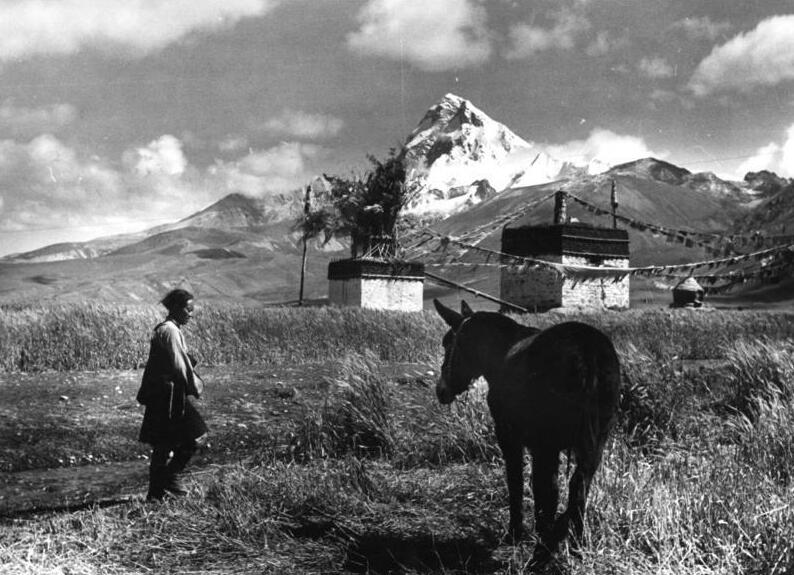
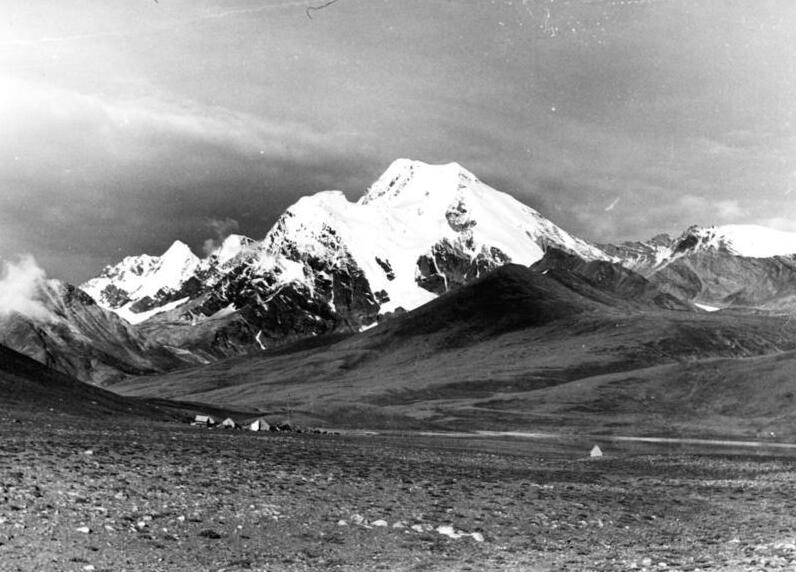
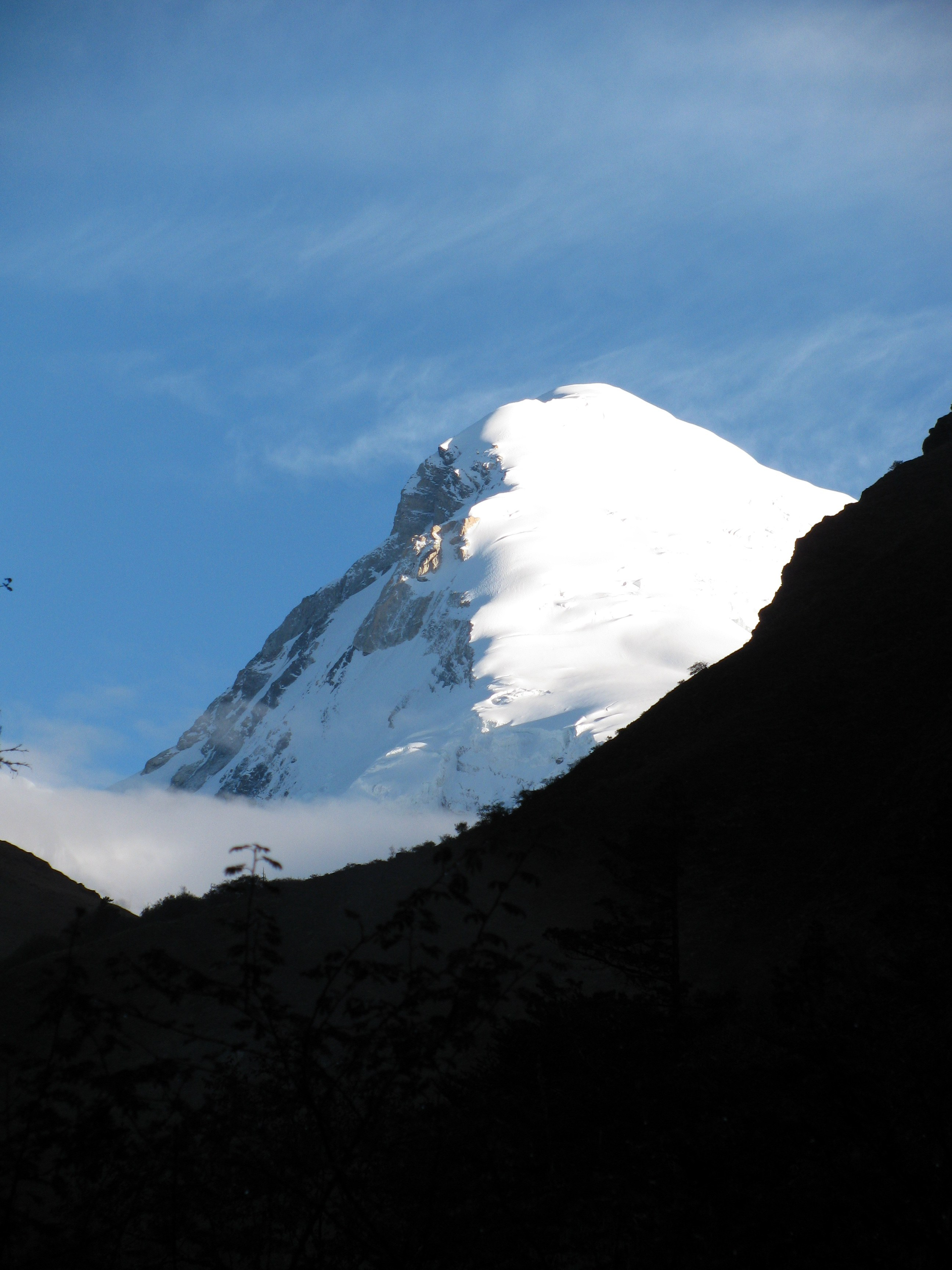
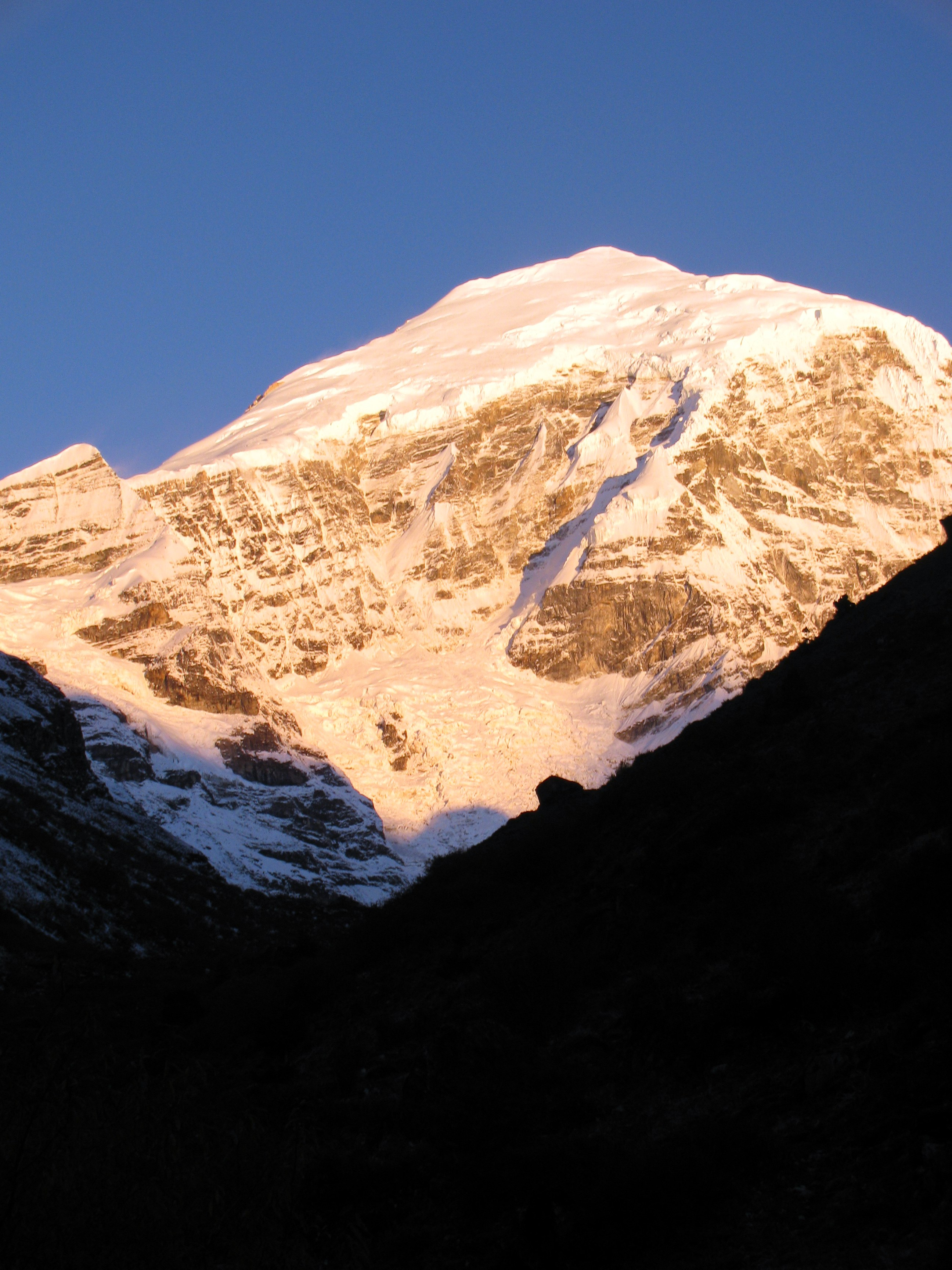
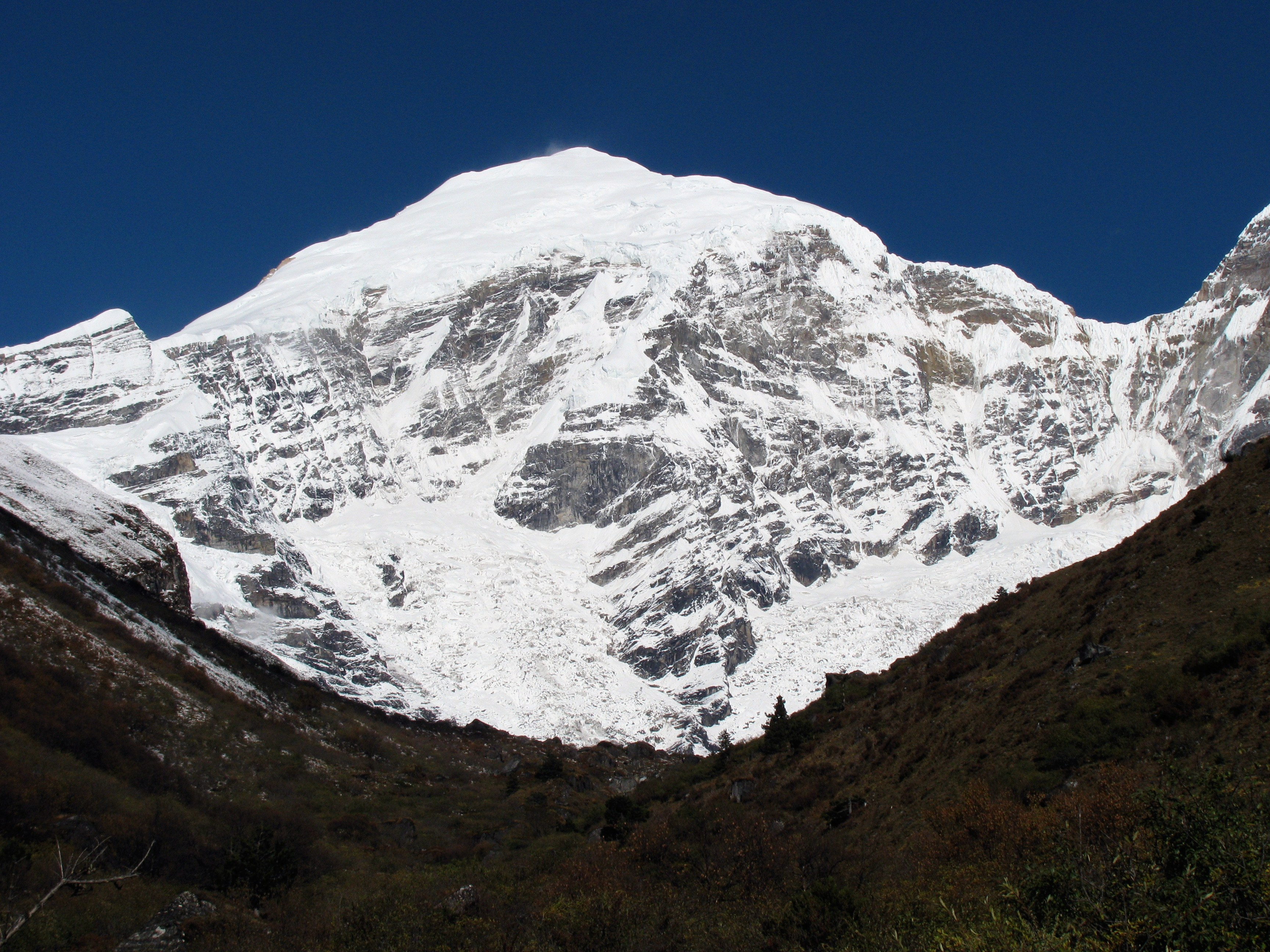
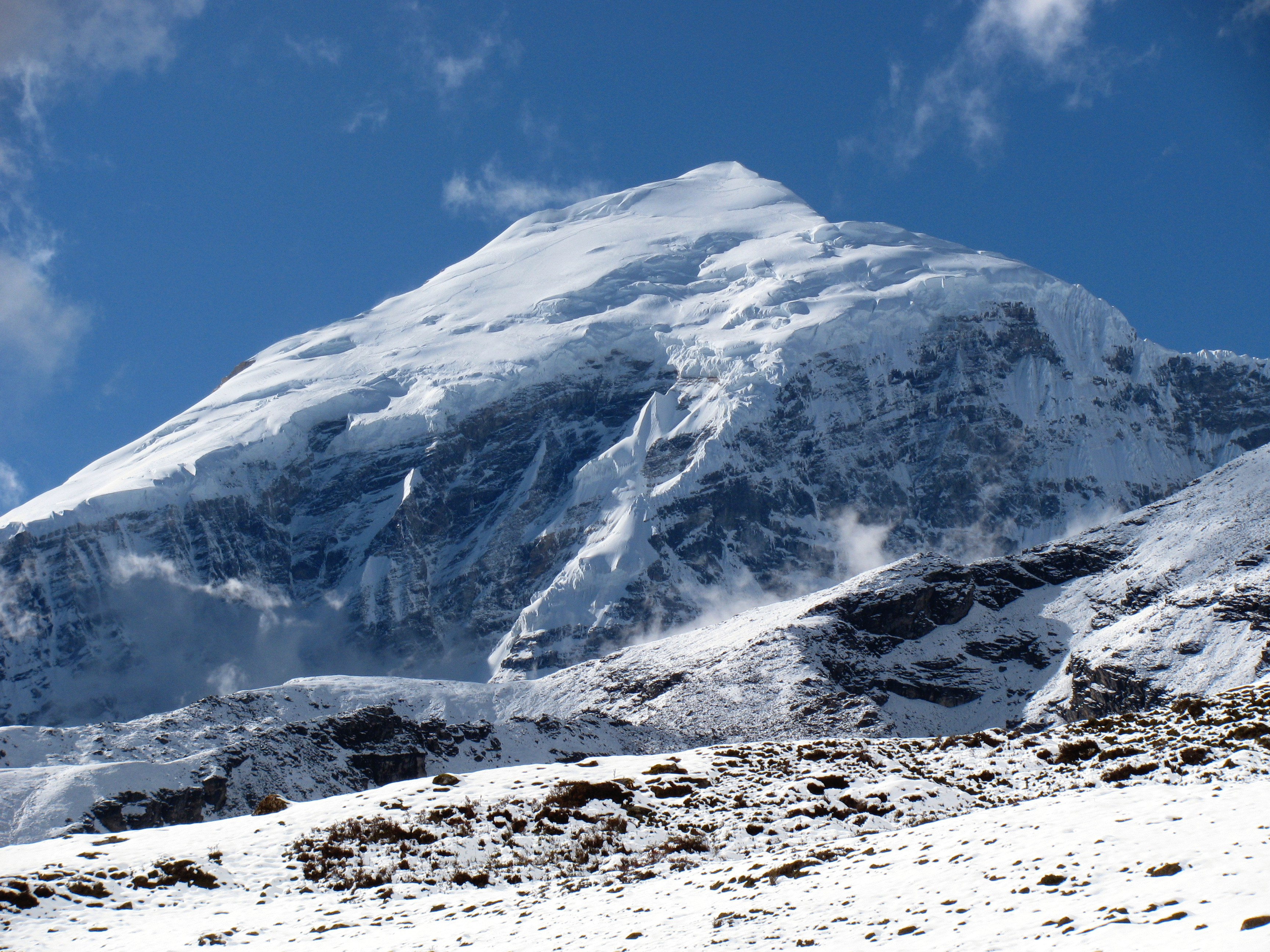
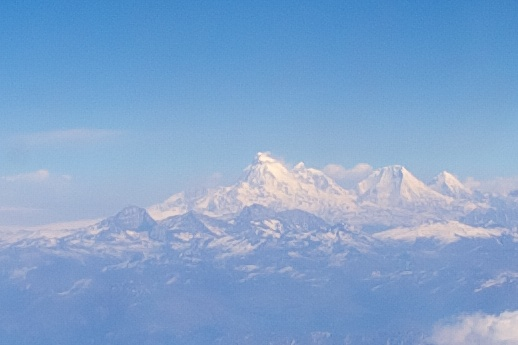